# 里格珀
里格珀（法語：Riguepeu，法語發音：[ʁiɡ.pø]）是法国热尔省的一个市镇，属于欧什区。

## 地理
里格珀（43°38'58"N, 0°20'36"E）面积21.52 平方千米，位于法国奧克西塔尼大區热尔省，该省份为法国西南部内陆省份，北起顺时针与洛特-加龙省、塔恩-加龙省、上加龙省、上比利牛斯省、大西洋比利牛斯省和朗德省接壤。
与里格珀接壤的市镇（或旧市镇、城区）包括：巴济扬、比朗、勒布鲁伊-蒙贝尔、卡亚韦、卡斯泰尔诺当格莱、卡佐当格莱斯、米拉讷、圣阿拉耶。

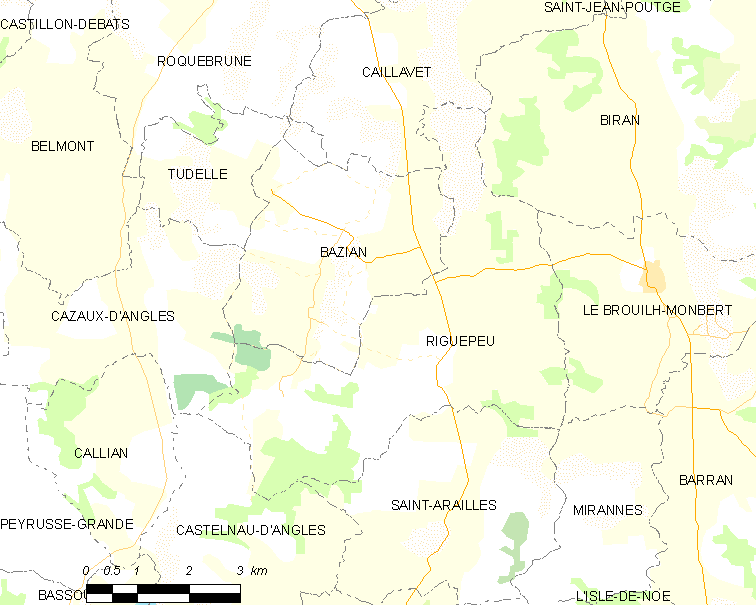
里格珀的OSM定位图

里格珀的时区为UTC+01:00、UTC+02:00（夏令时）。

## 行政
里格珀的邮政编码为32320，INSEE市镇编码为32343。

## 政治
里格珀所属的省级选区为弗藏萨克县。

## 人口

1962-2008年间里格珀人口变化图示

里格珀于2022年1月1日时的人口数量为164人。